# Yiling
Yiling (en chino, 夷陵; pinyin, Yílíng) es un distrito urbano bajo la administración directa de la ciudad-prefectura de Yichang. Se ubica al este de la provincia de Hubei, sur de la República Popular China. Su área es de 3419 km² y su población total para 2010 superó los 500 mil habitantes. 

## Administración
Desde junio de 2023, el distrito Yiling se divide en 12 pueblos administrados en 1 subdistrito, 9 poblados y 2 villas.